# Netarts
Netarts è un census-designated place (CDP) degli Stati Uniti d'America, situato nello stato dell'Oregon, nella contea di Tillamook.